# Grundeinkommen für Alle
Grundeinkommen für Alle (Kurzbezeichnung GFA) ist eine monothematische deutsche Kleinpartei, die im Programm für die Einführung des bedingungslosen Grundeinkommens in Deutschland eintritt. Die Partei wurde im Februar 2021 gegründet. Sie entstand aus dem damaligen Vorstand des Landesverbandes Bremen der Partei Bündnis Grundeinkommen.

## Sitz und Struktur der Partei
Der Vorstand der Partei GFA besteht aus dem 1. Vorsitzenden Uwe Bjorck, der stellvertretenden Vorsitzenden Katja Maack, dem Schatzmeister Rolf Walzcak sowie dem stellvertretenden Schatzmeister Jens Lankenau. Stand August 2023 hatte die Partei GFA 27 Mitglieder, von denen 20 im Land Bremen ansässig sind. Es existiert ein Landesverband Bremen mit der 1. Vorsitzenden Katja Maack. Die Geschäftsstelle der Partei befindet sich in der Humboldtstraße in Bremen. Dazu führt die GFA ein weiteres Parteibüro in der Braunschweiger Straße in Bremen.

## Parteiprogramm
Die Partei GFA bezeichnet sich selbst als eine Kernthemenpartei, deren oberstes Ziel es ist, das bedingungslose Grundeinkommen zuerst in Bremen und dann in ganz Deutschland einzuführen. Dazu hat die Partei GFA neben ihrem Programm ein Grundsatzpapier verfasst, in dem sie ihre Positionen zu den Themen Soziales, Bildung, Arbeit, Umwelt, Wirtschaft, Finanzen, Gesundheit, Wohnen, Verkehr, Energie und Frieden darlegt.

### Das Finanzierungsmodell der GFA zum bedingungslosen Grundeinkommen
Die Partei Grundeinkommen für Alle, GFA hat ein eigenes Finanzierungsmodell zur Gestaltung des bedingungslosen Grundeinkommens entwickelt. Hierbei fordert sie mit Stand April 2022 insgesamt 1.500,- Euro monatlich für alle Bürgerinnen und Bürger mit deutscher Staatsbürgerschaft, alle in Deutschland geborene Menschen sowie für alle, die seit zwei Jahren ihren berechtigten Lebensmittelpunkt in Deutschland haben. Dieses von der GFA geforderte Grundeinkommen soll allen Berechtigten ab dem 17. Lebensjahr in voller Höhe ohne Bedingungen gewährt werden. Bis zur Erreichung dieses Alters sollen alle Menschen ein Grundeinkommen in gestaffelter Höhe erhalten.
Die Finanzierung soll über Einsparungen innerhalb der Verwaltung des Bürgergeldes, über eine gerecht angepasste Einkommensteuer, über Vermögenssteuer, Finanztransaktions- und Digitalsteuern sowie über eine Erbschaftssteuer erfolgen, die vererbte Unternehmen durch ein Zedieren der Erbschaft vor finanziellem Schaden schützen soll.

### Bürgerversicherung
Die Partei will eine Bürgerversicherung einführen, über die alle in Deutschland ansässigen Menschen bei freier Arztwahl krankenversichert sind. Arbeitgeber- und Arbeitnehmerbeiträge, die bisher in die Arbeitslosenversicherung eingezahlt wurden, sollen in diese Bürgerversicherung einfließen.

## Teilnahme an Wahlen
Die GFA hatte sich zur Bundestagswahl 2021 beworben, wurde jedoch vom Bundeswahlleiter wegen ihrer zu geringen Mitgliederzahl und zu weniger Landesverbände abgelehnt. Sie wurde zur Bürgerschaftswahl 2023 in Bremen zugelassen und trat dort mit fünf Kandidaten zur Wahl an. Auf die Partei entfielen dabei 0,5 % aller gültigen Zweitstimmen.